# Атомна лампа
А́томна ла́мпа — світильник, що діє за принципом радіоактивного випромінювання; має вигляд балона, виготовленого з прозорої пластмаси або скла і покритого зсередини люмінофором. Балон наповнено газом криптоном-85, що його радіоактивне випромінювання викликає світіння люмінофору. 
Тривалість безперервного світіння атомної лампи 10 років.